# Хадияли, Аммар
Аммар Шаббир Хадияли (суахили Ammaar Shabbir Ghadiyali; род. 30 мая 1997, Дар-эс-Салам) — танзанийский пловец, специалист по плаванию вольным стилем. Выступал за сборную Танзании по плаванию в первой половине 2010-х годов, участник трёх чемпионатов мира по водным видам спорта и летних Олимпийских игр в Лондоне.

## Биография
Аммар Хадияли родился 30 мая 1997 года в городе Дар-эс-Салам, Танзания. Заниматься плаванием начал в возрасте восьми лет, с 2008 года участвовал в международных юниорских соревнованиях. Учился в старшей школе в Ричмонд-Хилл провинции Онтарио, Канада, где участвовал в программе международного бакалавриата. 
Впервые заявил о себе на международной арене на взрослом уровне в сезоне 2011 года, когда вошёл в основной состав танзанийской национальной сборной и побывал на чемпионате мира по водным видам спорта в Шанхае, где выступил в плавании вольным стилем на дистанциях 50 и 100 метров.
Благодаря череде удачных выступлений удостоился права защищать честь страны на летних Олимпийских играх 2012 года в Лондоне — стартовал в первом отборочном заплыве мужской стометровой дисциплины, показал время 1:01,07	и не сумел пройти в следующий полуфинальный раунд соревнований.
После лондонской Олимпиады Хадияли остался в главной плавательной команде Танзании и продолжил принимать участие в крупнейших международных соревнованиях. Так, в 2013 году он выступил на мировом первенстве в Барселоне, выйдя на старт дисциплин 100 и 200 метров вольным стилем.
В 2014 году выступал на юношеских Олимпийских играх в Нанкине и на Играх Содружества в Глазго.
Принимал участие в чемпионате мира по водным видам спорта 2015 года в Казани, соревновался здесь в заплывах на 100 метров вольным стилем и 50 метров баттерфляем.
Окончив старшую школу, в 2015 году поступил в Университет Райерсона, где обучается на факультете делового администрирования.